# Jacopo Bardella
Jacopo Bardella (... – Portovenere, 1510) è stato un corsaro italiano.

## Biografia
Jacopo (o Giacomo) Bardella, come il fratello Baldassarre, è stato un corsaro al servizio della Repubblica di Genova che, con lettera di Corsa, lo autorizzava a operare contro Firenze nelle acque di Pisa e nell'alto Tirreno. 

Oltre alla guerra di Corsa, quando se ne presentava l'occasione, si dedica anche alla pirateria talvolta provocando incidenti diplomatici.
Nel 1488 naviga nelle acque di Pisa, costringendo la città alla fame. Nel 1489 da Porto Venere agisce ai danni dei fiorentini.
Nel marzo del 1491 il governo genovese gli intima di restituire un carico di ferro da lui depredato su una nave dell’alleato Duca di Urbino.
Nel giugno 1492 le autorità genovesi ordinano a quelle di Portovenere di impedirgli di armare una fusta ed un galeone che egli intende destinare alla guerra di corsa: la repubblica di San Giorgio, infatti, ha stipulato una tregua con i fiorentini ed è in pace con i provenzali.
La sua base operativa principale è nella colonia genovese di Portovenere dove si distingue in una memorabile battaglia il giorno del 17 luglio 1494. 
Gli Aragonesi di Napoli erano in guerra contro i Francesi, alleati della Repubblica di Genova, e dal mare avevano posto assedio a Portovenere.
A fior d’acqua presso il porto erano degli scogli scalpellati per agevolare gli sbarchi dei marinai e Bardella ordinò alle donne del borgo di cospargere di sego gli scogli. Con questo accorgimento, quando i soldati Aragonesi pensarono di approfittarne e dalla coperta delle galee saltarono sugli scogli, scivolarono in mare affogando tirati a fondo dalle loro pesanti armature. Inoltre un altro gruppo di donne, per suo ordine, dall’alto delle mura gettava grossi macigni, costringendo alla fine la flotta al ritiro e a riparare nella vicina Livorno.
La battaglia durò sette ore sino a notte fonda e si concluse con la vittoria dei portoveneresi.
Nel 1502 provvede al vettovagliamento di Pisa con un galeone ed alcuni brigantini.
Nel 1504 si impadronisce di una nave di due mercanti lucchesi carica di frumento acquistato in Sicilia e la introduce in Pisa.
Passa al servizio dei fiorentini nel 1508 contro i pisani con un galeone, una barca ed un brigantino. Gli viene concessa una provvigione mensile di seicento fiorini con il compito di impedire l’approvvigionamento dal mare a Pisa. Si colloca sulla foce dell’Arno.
Nel mese di febbraio 1509 affronta una ricca flottiglia pisana carica di vettovaglie proveniente dalla riviera ligure.
Muore a Portovenere nel 1510.